# Mesosemia minima
Mesosemia minima är en fjärilsart som beskrevs av Adalbert Seitz 1916. Mesosemia minima ingår i släktet Mesosemia och familjen Riodinidae. Inga underarter finns listade i Catalogue of Life.